# 南环中路街道
南环中路街道，是中华人民共和国河北省沧州市运河区下辖的一个乡镇级行政单位。

## 行政区划
南环中路街道下辖以下地区：
南新村社区、菜市口社区、机床厂社区、行署西街社区、赵庄西街社区、化工厂社区、迎宾路社区、棉纺社区、朝阳小区社区、朝阳南街社区、金鼎社区、学府社区、康居园社区、大季屯社区、天成社区、孔雀城社区和一方社区。